# Distrito de Saint-Brieuc
El distrito de Saint-Brieuc es un distrito (en francés arrondissement) de Francia, que se localiza en el departamento de Côtes-d'Armor, de la región de Bretaña (en francés Bretagne). Cuenta con 21 cantones y 122 comunas.

## División territorial

### Cantones
Los cantones del distrito de Saint-Brieuc son:
1. Cantón de Châtelaudren
2. Cantón de La Chèze
3. Cantón de Corlay
4. Cantón de Étables-sur-Mer
5. Cantón de Lamballe
6. Cantón de Langueux
7. Cantón de Lanvollon
8. Cantón de Loudéac
9. Cantón de Moncontour
10. Cantón de Paimpol
11. Cantón de Pléneuf-Val-André
12. Cantón de Plérin
13. Cantón de Ploeuc-sur-Lie
14. Cantón de Ploufragan
15. Cantón de Plouguenast
16. Cantón de Plouha
17. Cantón de Quintin
18. Cantón de Saint-Brieuc-Nord
19. Cantón de Saint-Brieuc-Ouest
20. Cantón de Saint-Brieuc-Sud
21. Cantón de Uzel

### Comunas
| 1. Allineuc (22001)               | 2. Andel (22002)                | 3. Binic (22007)              | 4. Le Bodéo (22009)                         |
| 5. Boqueho (22011)                | 6. Bréhand (22015)              | 7. Le Cambout (22027)         | 8. Châtelaudren (22038)                     |
| 9. La Chèze (22039)               | 10. Cohiniac (22045)            | 11. Corlay (22047)            | 12. Coëtlogon (22043)                       |
| 13. Coëtmieux (22044)             | 14. Erquy (22054)               | 15. Le Faouët (22057)         | 16. La Ferrière (22058)                     |
| 17. Le Foeil (22059)              | 18. Gausson (22060)             | 19. Gommenec'h (22063)        | 20. Grâce-Uzel (22068)                      |
| 21. La Harmoye (22073)            | 22. Le Haut-Corlay (22074)      | 23. L'Hermitage-Lorge (22080) | 24. Hillion (22081)                         |
| 25. Hémonstoir (22075)            | 26. Hénon (22079)               | 27. Kerfot (22086)            | 28. Lamballe (22093)                        |
| 29. Landéhen (22098)              | 30. Lanfains (22099)            | 31. Langast (22100)           | 32. Langueux (22106)                        |
| 33. Lanleff (22108)               | 34. Lanloup (22109)             | 35. Lannebert (22112)         | 36. Lantic (22117)                          |
| 37. Lanvollon (22121)             | 38. Le Leslay (22126)           | 39. Loudéac (22136)           | 40. La Malhoure (22140)                     |
| 41. Merléac (22149)               | 42. Le Merzer (22150)           | 43. Meslin (22151)            | 44. Moncontour (22153)                      |
| 45. Morieux (22154)               | 46. La Motte (22155)            | 47. La Méaugon (22144)        | 48. Noyal (22160)                           |
| 49. Paimpol (22162)               | 50. Penguily (22165)            | 51. Plaine-Haute (22170)      | 52. Plaintel (22171)                        |
| 53. Planguenoual (22173)          | 54. Plerneuf (22188)            | 55. Plessala (22191)          | 56. Ploeuc-sur-Lie (22203)                  |
| 57. Ploubazlanec (22210)          | 58. Ploufragan (22215)          | 59. Plouguenast (22219)       | 60. Plouha (22222)                          |
| 61. Plourhan (22232)              | 62. Plourivo (22233)            | 63. Plouvara (22234)          | 64. Plouézec (22214)                        |
| 65. Pludual (22236)               | 66. Plumieux (22241)            | 67. Plurien (22242)           | 68. Plussulien (22244)                      |
| 69. Plédran (22176)               | 70. Pléguien (22177)            | 71. Pléhédel (22178)          | 72. Plélo (22182)                           |
| 73. Plémet (22183)                | 74. Plémy (22184)               | 75. Pléneuf-Val-André (22186) | 76. Plérin (22187)                          |
| 77. Pommeret (22246)              | 78. Pommerit-le-Vicomte (22248) | 79. Pordic (22251)            | 80. La Prénessaye (22255)                   |
| 81. Quessoy (22258)               | 82. Le Quillio (22260)          | 83. Quintenic (22261)         | 84. Quintin (22262)                         |
| 85. Saint-Alban (22273)           | 86. Saint-Barnabé (22275)       | 87. Saint-Bihy (22276)        | 88. Saint-Brandan (22277)                   |
| 89. Saint-Brieuc (22278)          | 90. Saint-Caradec (22279)       | 91. Saint-Carreuc (22281)     | 92. Saint-Donan (22287)                     |
| 93. Saint-Gildas (22291)          | 94. Saint-Glen (22296)          | 95. Saint-Hervé (22300)       | 96. Saint-Julien (22307)                    |
| 97. Saint-Martin-des-Prés (22313) | 98. Saint-Maudan (22314)        | 99. Saint-Mayeux (22316)      | 100. Saint-Quay-Portrieux (22325)           |
| 101. Saint-Rieul (22326)          | 102. Saint-Thélo (22330)        | 103. Saint-Trimoël (22332)    | 104. Saint-Étienne-du-Gué-de-l'Isle (22288) |
| 105. Tressignaux (22375)          | 106. Trébry (22345)             | 107. Trédaniel (22346)        | 108. Trégomeur (22356)                      |
| 109. Trégueux (22360)             | 110. Tréguidel (22361)          | 111. Trémuson (22372)         | 112. Tréméloir (22367)                      |
| 113. Tréméven (22370)             | 114. Tréveneuc (22377)          | 115. Trévé (22376)            | 116. Trévérec (22378)                       |
| 117. Uzel (22384)                 | 118. Le Vieux-Bourg (22386)     | 119. Yffiniac (22389)         | 120. Yvias (22390)                          |
| 121. Étables-sur-Mer (22055)      | 122. Île-de-Bréhat (22016)      |                               |                                             |